# La Rioja (argentinsk provins)
 For alternative betydninger, se La Rioja (flertydig). (Se også artikler, som begynder med La Rioja (flertydig))
Provinsen La Rioja (spansk: Provincia de La Rioja) er en provins i det vestlige Argentina. Naboprovinserne er Catamarca, Córdoba, San Luis og San Juan. Provinsen har et areal på 89.680 km2
og en befolkning på ca. 383.865 (2022) indbyggere. Provinsens hovedstad er byen La Rioja. Den tidligere præsident Carlos Saúl Menem kom fra provinsen.